# Katherine Boecher
Katherine Boecher est une actrice américaine née le 10 août 1981 à Beaumont dans le Texas (États-Unis).

## Filmographie

### Cinéma
- 2002 : Scream at the Sound of the Beep : Amber
- 2002 : Shop Club : ???
- 2002 : Crossroads : autre fille de Dylan
- 2003 : Trash : Luna
- 2003 : Special : Pippi
- 2004 : Just Hustle : une employée de bureau
- 2005 : ShadowBox : Ginny May
- 2007 : DarkPlace de Philip Adrian Booth : Ginny May
- 2007 : Throwing Stars : Angi
- 2008 : The Last Word : Clara
- 2009 : The Patient : Evelyn
- 2009 : Twice as Dead : Heather
- 2009 : The Crooked Eye : Rosemary
- 2009 : The Chronicles of Holly-Weird : Tracey
- 2010 : Kung Fu Nanny : Creel
- 2011 : Post : Kristin
- 2013 : Her de Spike Jonze
- 2018 : No More Mr Nice Guy : Frankie

### Télévision
- 2000 : Lydia DeLucca (That's Life) : une étudiante
- 2001 : Undressed : Bobbi
- 2001 : Urgences : Jenny
- 2002 : Malcolm : Greta
- 2003 : Les Experts : Red Ride
- 2003 : The Tracy Morgan Show : Sparkle
- 2005 : Les Experts : Manhattan : Nicole Jordan
- 2007 : Mad Men : Annie
- 2008 : The Closer : Callie Rivers
- 2009 : Heroes : Alena
- 2009 : Supernatural : Lilith
- 2010 : Past Life : Jenny Stafford
- 2012 : Perception
- 2015 : Jane the Virgin : La mère d'Henry
- 2016 : Rosewood : Jackie Sloan
- 2018 : Lucifer :  Mary Bell

### Apparition spéciale
- 2010 : Adventures in Acting with the Kids of 'The Spy Next Door'